# Víctor Niño
Víctor Niño Corredor, nascido a 6 de abril de 1973 em Paipa, é um ciclista colombiano, atualmente corre para a equipa Team Sapura Cycling. Seus irmãos Miguel e Libardo são também ciclistas profissionais.

## Palmarés
| 2004 - es:Vuelta a Boyacá - 1 etapa de la es:Vuelta a Costa Rica 2005 - 1 etapa de la Vuelta a Colombia 2006 - 1 etapa de la Doble Copacabana Grand Prix Fides 2007 - 1 etapa de la Doble Copacabana Grand Prix Fides | 2009 - 1 etapa de la Vuelta Independencia Nacional 2011 - Vuelta a Boyacá - 1 etapa de la Vuelta Ciclista a Chiapas 2012 - 1 etapa del Tour de Taiwán |